# The Massacre (film 1912)
The Massacre è un cortometraggio muto del 1912 diretto da D.W. Griffith.
Nel dicembre 1912, venne distribuito nel Regno Unito. Sul mercato americano, il film uscì poco più di un anno dopo, il 26 febbraio 1914.
Si tratta di uno dei circa 30 cortometraggi diretti da David W. Griffith che hanno per soggetto l'esperienza dei nativi americani degli Stati Uniti d'America. Qui il tema trattato è quello dei conflitti tra bianchi e indiani. Il cortometraggio si distingue per l'eguale condanna dei massacri perpetrati dai soldati americani contro i nativi e dei nativi contro i coloni.

## Trama
Stephen, scout dell'esercito, chiede alla sua pupilla di sposarlo, ma scopre che lei ama un altro. Lui, allora, ritorna nei ranghi, mentre lei si sposa con il suo innamorato.
Due anni dopo, la coppia - insieme al loro figlioletto - parte alla volta del West. Stephen, intanto, ha preso parte a un brutale attacco a un villaggio indiano. I sopravvissuti progettano di vendicarsi attaccando proprio la carovana di coloni che è accompagnata da una scorta militare di cui fa parte anche lo scout. Durante una sosta, i coloni vengono presi di sorpresa: Stephen con alcuni altri riesce a sfuggire all'assalto portando via la donna con il bambino. Ma il gruppo di fuggitivi viene ben presto raggiunto dagli indiani che stringono i bianchi in un assedio che sembra senza scampo. Uno scout, sfuggito agli inseguitori, giunge al forte dove avverte i militari di ciò che sta avvenendo. Il marito della donna, che si trovava al forte, si unisce ai soccorritori: i militari giungono quando sembra che tutto sia perduto. Ma, sotto il mucchio di morti, riemergono la madre e il bambino, miracolosamente illesi, salvati da Stephen, che li ha difesi con il proprio corpo e che ora giace senza vita in mezzo al massacro.

## Produzione
Il film fu prodotto dalla Biograph Company. Venne girato a Fort Lee, nel New Jersey, sede degli stabilimenti della Biograph.

## Distribuzione
La Moving Pictures Sales Agency lo distribuì nel Regno Unito il 19 dicembre 1912. Distribuito dalla General Film Company, il film - un cortometraggio in due bobine - uscì nelle sale cinematografiche USA il 26 febbraio 1914.
La Kino International lo ha inserito in un'antologia dedicata a Griffith in un DVD in NTSC dal titolo Griffith Masterworks: Biograph Shorts (1908-1914) della durata complessiva di 362 minuti uscito sul mercato USA il 10 dicembre 2002.